# Marie Geneviève Charlotte Thiroux d'Arconville
Marie Geneviève Charlotte Thiroux d'Arconville (nascuda Darlus) (17 d'octubre de 1720 - 23 de desembre de 1805) va ser una novel·lista, traductora i química francesa coneguda per l'estudi sobre la putrefacció Essai pour servir a l'histoire de la putref́action, publicat el 1766.

## Biografia
Marie-Geneviève-Charlotte Darlus, filla de Françoise Gaudicher i Guillaume Darlus, va néixer el 17 d'octubre de 1720. El seu pare era fermier général, és a dir, un recaptador d'impostos de la pagesia per a l'estat i, generalment, també se'n quedava alguns per a ell mateix. La mare de Marie-Geneviève-Charlotte va morir quan tenia només quatre anys i la seva educació va quedar a mans de diverses escoles superiors. Com a nena petita, va gaudir de l'escultura i l'art, però quan va aprendre a escriure als vuit anys, escriure llibres es va convertir en un nou interès. Més tard va dir als amics que en la seva vida gairebé no hi havia cap moment en què no es veiés sense una ploma a la mà.
Als catorze anys, el 28 de febrer de 1735, la van casar amb Louis Lazare Thiroux d'Arconville, un fermier général que més tard es va convertir en president del Parlament de París, un tribunal de justícia regional. Van tenir tres fills: Louis Thiroux de Crosne (1736-1794), André-Claude Thiroux de Gervilliers (1737-1810) i Alexandre-Louis Thiroux de Montdésir (1739-1822).
Com a dona casada, Marie-Geneviève-Charlotte Thiroux d'Arconville va gaudir del teatre i l'òpera, com moltes dones riques. Malauradament quan tenia 22 anys va patir verola i va quedar-hi marcada. Després d'aquesta experiència, es va retirar de la societat i va passar el temps estudiant i centrant-se en la religió.
Marie-Geneviève-Charlotte va estudiar anglès i italià a casa seva i va assistir a classes de ciència al Jardí Reial de les Plantes Medicinals a París, fundat el 1626 pel rei Lluís XIII (aquest Jardí Reial és l'actual Museu Nacional d'Història Natural de França). El Jardí oferia cursos de física, anatomia, botànica i química tant per a homes com per a dones. Es pensa que ella va rebre classes d'anatomia i química. Com moltes dones aristocràtiques de l'època, Thiroux d'Arconville també va recollir plantes i pedres rares. Mentre gaudia d'aquestes activitats, va voler aprendre més, per la qual cosa va establir un laboratori a la seva llar i el va equipar amb material de química. També sovint reunia famosos científics a casa seva. Va encarregar llibres a la Biblioteca Nacional de França. Inicialment Marie-Geneviève-Charlotte va treballar com a botànica i va enviar exemplars al Jardí Reial. Finalment, es va dedicar a la química i va començar a treballar sota la direcció de Pierre Macquer, professor de química i farmacologia al Jardí.
Les dones havien estat sempre una part de la comunitat literària a França: els crítics pensaven que aquest fet era indicatiu de l'avanç de la societat francesa. Els estudiosos van veure la idea de la "dona escriptora" com a signe de la modernitat i les dones eren conscients de la gran quantitat de treballs escrits per acadèmiques; en aquest sentit, Marie-Geneviève-Charlotte Thiroux d'Arconville no era una anomalia. No obstant això, a causa de la seva desfiguració, va optar per retirar-se de l'espai social dels salons francesos i establir-se en el laboratori de recerca.

## Carrera com a traductora

### Traduccions primerenques
El desig d'aprendre de Marie-Geneviève-Charlotte i el seu amor per la cultura britànica la van inspirar per començar a traduir al francès diversos treballs anglesos, sobre diversos temes. La traducció d'obres no era estranya per a les dones durant aquest període; va significar una via perquè les dones poguessin participar del coneixement. Ella sovint afegia comentaris a les obres que traduïa; no obstant això, no va posar el seu nom en aquests textos. Com a dona erudita durant aquest temps es va enfrontar a restriccions i expectatives de gènere. En el seu treball Sur les femmes, va escriure sobre les dones: "Mostren ciència o enginy? Si les seves obres són dolentes, se senten atrapades; si són bones, se les aparta i les deixen en ridícul quan en pretenen ser les autores".
Es va dir que Marie-Geneviève-Charlotte patia insomni i treballava en múltiples projectes a la vegada per no avorrir-se. El primer text que va publicar va ser Advice from a Father to his Daughter el 1756, una traducció d'un text sobre la moral escrit per George Savile, primer marquès d'Halifax. En el pròleg de la traducció, Thiroux d'Arconville va dicutir sobre com governantes no qualificades freqüentment eren les que educaven les filles perquè les mares no volien criar-les.
El 1759, va traduir les Chemical Lectures de Peter Shaw, estimulada per Macquer, i no va dubtar a esmenar els errors del treball de Shaw i va afegir informació sobre la història de la química pràctica al començament del text de Shaw. En discutir la història de la química, va començar amb l'alquímia, i hi va afirmar que no era una ciència veritable. Segons ella, la veritable química va començar amb científics com Johann Joachim Becher, Herman Boerhaave, Georg Ernst Stahl, Nicolas Lemery i Étienne François Geoffroy; els científics van ajudar la natura a revelar-se a la humanitat. Marie-Geneviève-Charlotte Thiroux d'Arconville va fer servir la Bíblia per discutir en el prefaci la història de la química; va fer cites de la Bíblia relacionades amb la ciència i va introduir la ciència en les històries bíbliques per defensar els seus arguments. L'ús de la Bíblia per Thiroux d'Arconville en la seva discussió sobre la història de la química era comú entre els estudiosos d'aquest període; la ciència es veia com una forma d'entendre millor les creacions de Déu.

### Treball amb Jean-Joseph Sue

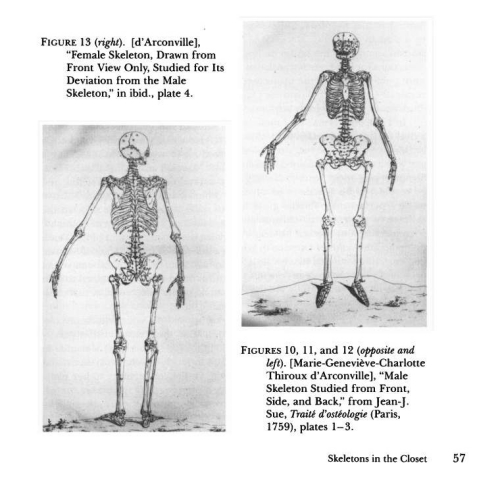
Imatge d'esquelets en el Tractat d'osteologia

També el 1759, Marie-Geneviève-Charlotte va traduir el Tractat d'osteologia d'Alexander Monro. Per escriure el seu prefaci per al tractat d'osteologia, es va fixar en Jean-Joseph Sue, professor d'anatomia a les escoles reials de cirurgia i pintura i un censor reial de llibres de cirurgia. En el prefaci, reconeixent els límits del seu coneixement sobre el tema, redirigeix els lectors a un altre text que en proporcionava informació més detallada. També va reorganitzar el text de Monro i va afegir il·lustracions. Es diu que Monro pensava que les il·lustracions eren inexactes i innecessàries, mentre que ella pensava que malgrat que l'observació era millor, la il·lustració era més útil per a aprendre.
| « | Les taules anatòmiques ben fetes, és a dir, copiades fidelment de la natura, poden ser molt útils en alguns casos. […] Les imatges ajuden a superar la repugnància que se sent naturalment en estudiar objectes espantosos com els esquelets. | » |

Es creu que les imatges van ser creades sota la direcció de Jean-Joseph Sue amb l'aportació de Marie-Geneviève-Charlotte mentre ella el finançava. Els esquelets semblaven haver estat dissenyats per ella; tenien una pelvis gran i àmplia i membres inferiors estrets, com si fos una conseqüència de l'ús de cotilles que ella va portar al llarg de la vida. Tanmateix, part de la il·lustració era inexacta; la proporció de la calavera femenina respecte del cos era menor que la proporció del crani masculí en relació al cos. Atès que, igual que en les seves altres obres, va mantenir l'anonimat en aquest text, es va pensar que Sue era l'autor solitari del text.

## Estudi de la putrefacció

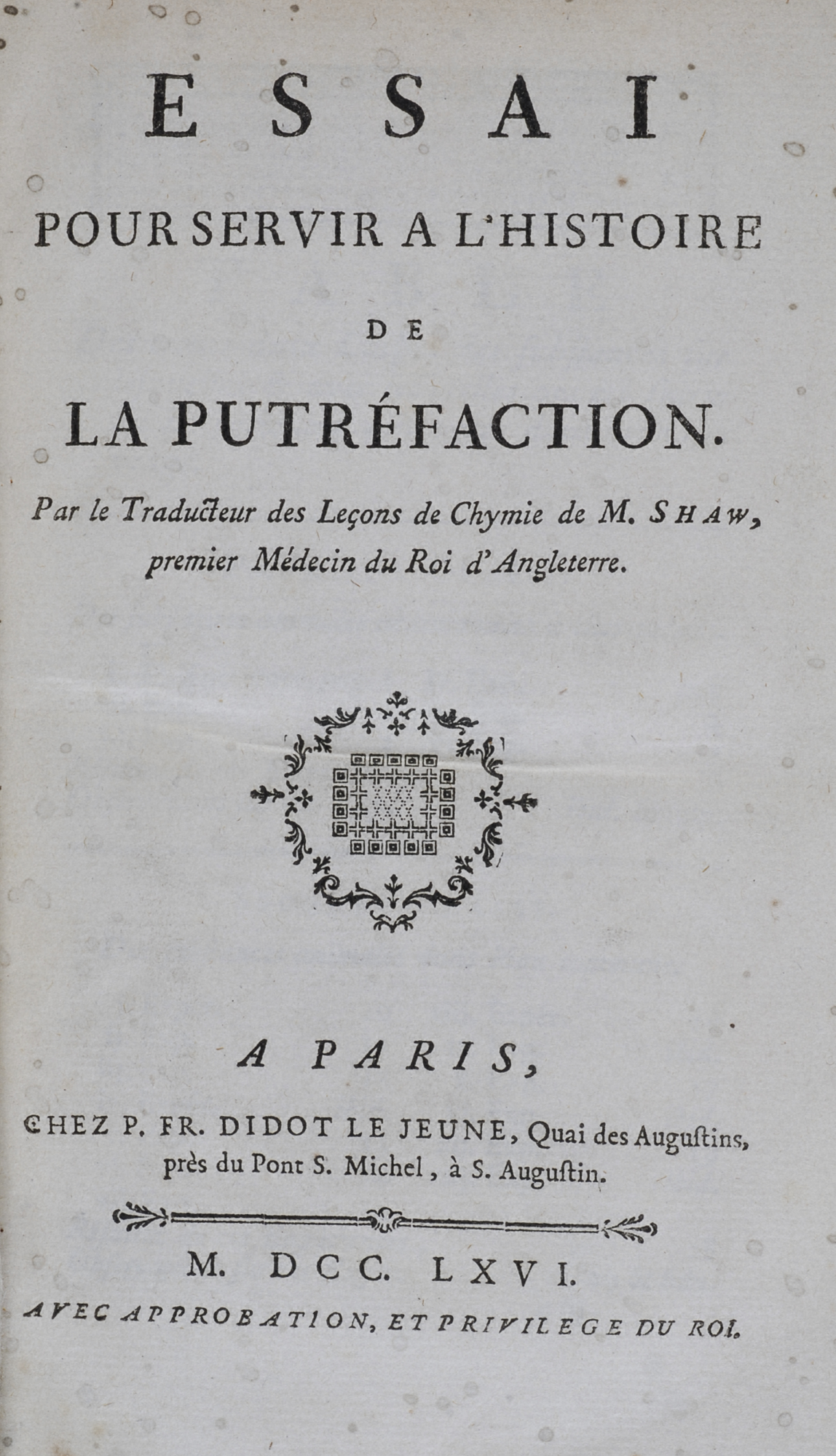
Essai pour servir a l'histoire de la putref́action, 1766

Mentre treballava en aquests textos diversos, Marie-Geneviève-Charlotte també va començar a estudiar la putrefacció, com s'apodera de la matèria vegetal i animal. Inicialment va buscar la recerca de John Pringle, un metge militar que havia investigat el que fa que les ferides es tornin gangrenes. Ella pensava que per a entendre la putrefacció calia comprendre com es transforma la matèria. Durant deu anys va registrar els resultats d'experiments que van implicar aliments podrits en diverses condicions per veure si la putrefacció es podia retardar. Va trobar que protegir la matèria de l'aire i exposar-la al coure, l'alcanfor i la cincona podia retardar la podridura. Va publicar Essai pour servir a l'histoire de la putref́action ('Assaig sobre la història de la putrefacció') el 1766. El llibre incloïa detalls de més de 300 experiments, acuradament realitzats. Va tornar a romandre anònima, amb un revisor que va escriure que "l'autor de l'assaig ha de ser un metge molt distingit amb un coneixement profund de la química i la medicina". En el seu assaig va retre homenatge a Pringle, al mateix temps que destacava les diferències entre les seves troballes; no estava d'acord amb Pringle perquè pensava que la camamilla podria demorar la podridura, però va trobar que no ho feia. En l'assaig, remarcava que el seu treball podria haver millorat el text de Pringle i que tenia molta cura en la direcció dels seus experiments. També va discutir els motius per entrar en el camp de la putrefacció, dient que era perquè el camp no estava ben explorat i la societat es beneficiaria d'aprendre més sobre això.
Les raons de Thiroux d'Arconville per estudiar la putrefacció eren un reflex de les ideologies del segle xviii. En aquella època s'emfasitzaven molt els beneficis que la societat podria obtenir de més coneixements sobre un determinat tema. Les dones eren les responsables d'adquirir aquests coneixements per educar millor la pròxima generació.

## Darrers anys
L'any després de publicar l'estudi sobre la putrefacció, Marie-Geneviève-Charlotte i la seva família es van traslladar de la seva residència a París a un apartament al barri de Marais. Durant un període d'aquesta època va deixar d'escriure a causa de la mort del germà gran del seu marit. Entre 1767 i 1783, va canviar l'enfocament de la seva escriptura i va començar a produir més novel·les i biografies històriques. Una de les novel·les que va escriure va ser Memòries de Mademoiselle Valcourt el 1767. La història tracta de dues dones i cadascuna representa els diferents aspectes de la vida de Marie-Geneviève-Charlotte; la germana petita és una nena que passa tot el temps en societat i la germana gran contreu la verola i renuncia a l'amor.
També va escriure molts textos històrics utilitzant la Bibliothèque du Roi ('Biblioteca del rei'), com Vida del cardenal d'Ossat el 1771, Vida de Marie de Medeci, princesa de Toscana, reina de França i Navarra el 1774, i Història de Françoise II, rei de França i Escòcia, el 1783. Els crítics van descriure aquestes biografies com mancades d'estil, observació que té sentit en el context del segle xviii, quan les autores es consideraven inferiors als autors.
Marie-Geneviève-Charlotte no va publicar res després de 1783. No obstant això, va escriure memòries que mai es van publicar, incloent un manuscrit de miscel·lània de dotze volums. Finalment es van perdre i es van redescobrir cap a finals del segle xx. En una d'aquestes memòries, escrita el 1801, va tractar de donar sentit a les seves experiències amb una col·lecció de "pensaments, reflexions i anècdotes".
Des que Marie-Geneviève-Charlotte va rebutjar els filòsofs de la Il·lustració, estava espantada de l'auge de la Revolució francesa. El 1789 el seu marit va morir i va ser arrestat a casa i empresonat amb la seva família. Aquest mateix any, el seu fill més gran, Thiroux de Crosne, tinent general de policia, es va exiliar a Anglaterra, però va tornar el 1793, i va ser arrestat i assassinat l'any següent, juntament amb el seu oncle Angran d'Alleray. Sis mesos després de la mort del seu fill, Marie-Geneviève-Charlotte va poder tornar a casa juntament amb la seva germana, cunyada i net. En aquell moment, les seves inversions ja havien desaparegut i els seus fills més joves necessitaven diners. El 23 de desembre de 1805 Marie-Geneviève-Charlotte Thiroux d'Arconville va morir a la seva residència de Marais.

## Llegat
La vida de Marie-Geneviève-Charlotte Thiroux d'Arconville era comuna a moltes dones de l'època. Va seguir les regles sobre com hauria d'actuar una mare i dona en aquest període i estava al costat de la religió. També va evitar la controvèrsia social, mostrada per la seva decisió de mantenir l'anonimat. No es pensava que fos una feminista; pensava que les dones malgasten la vida en coses materials i la majoria dels seus amics eren homes. A causa de la seva decisió de mantenir-se en l'anonimat el seu nom encara no és ben conegut. Es creu que la seva decisió de mantenir-se anònima era per protecció; una forma de distingir els seus escrits de la seva vida personal com a mare i dona. Segons els estudiosos, el seu treball mostrava els seus sentiments sobre el que significa ser un autora femenina d'alta categoria durant el segle xviii a França.

## Obra
Moltes de les obres mostren el seu interès per la moral i per emfasitzar el valor de ser virtuoses i castes. Això reflecteix la mentalitat del segle xviii quan tenir aquestes qualitats era molt important, especialment per a les dones. Analitza com l'amistat és important, ja que permet pensar raonablement. No obstant això, la passió excessiva pot ser perillosa per a la societat, especialment l'amor i l'ambició. Aquests treballs també es van publicar de manera anònima.

### Assaigs
- De l'Amitié, 1761
- Traité des passions, 1764.
- Essai pour servir à l'histoire de la putréfaction, 1766.
- Histoire de mon enfance.
- Méditations sur les tombeaux (Meditations on tombs).
- Mélanges de littérature, de morale et de physique, 1775.
- Pensées et réflexions morales sur divers sujets, 1760, 1766.
- Sur moi.
- Traité d'ostéologie.

### Traduccions
- Avis d'un Père à sa Fille, 1756. Traduït de l'anglès de George Savile, 1er Marques de Halifax.
- Leçons de chimie, 1759, in-4. Traduït de l'anglès de Peter Shaw's Chemical Lectures (London: Longman, 2nd edn, 1755).
- Romans traduits de l'anglois, 1761. Inclou extractes traduïts de l'anglès de Letters from a Persian in England de George Lyttelton i Agnes de Castro de Aphra Behn.
- Mémoires de Mademoiselle de Falcourt.
- Amynthon et Thérèse.
- Mélanges de Poésies Anglaises, traduits en français, 1764.